# Гусман Михайло Соломонович
Михайло Соломонович Гусман (нар.. 23 січня 1950, Баку, СРСР) — радянський і російський журналіст, перекладач та інтерв'юер, радіо-і телеведучий. Перший заступник генерального директора ТАРС (з 1999 року). Заслужений працівник культури Російської Федерації (2001). Заслужений журналіст Російської Федерації (2018). Лауреат Державної премії Росії (2002).
Молодший брат Юлія Гусмана.

## Походження та навчання
Михайло Гусман народився 23 січня 1950 року в місті Баку в родині підполковника медичної служби, головного терапевта Каспійської військової флотилії в роки німецько-радянської війни, Соломона Мойсейовича Гусмана. Мати, Лола Юліївна Борсук, спочатку актриса, а потім перекладачка, професор інституту іноземних мов Азербайджану.
1970 році Михайло Гусман закінчив Азербайджанський педагогічний інститут іноземних мов. До 1973 року навчався у Бакинській вищій партійній школі.

## Трудова діяльність
З 1973 по 1986 роки обіймав посаду заступника голови Комітету молодіжних організацій Азербайджанської РСР (Баку);
У 1986 році Михайло Гусман переїхав до Моски, де до 1991 року працював завідувачем відділу інформації — керівником прес-центру Комітету молодіжних організацій СРСР. З 1991 року по 1995 рік — директор Генеральної дирекції з інформаційного співробітництва «Інфомол»;
У 1995 році був призначений віце-президентом міжнародного аналітичного агентства «АНКОМ—ТАРС». З 1998 року по 1999 рік Михайло Гусман працював начальником Головного управління міжнародного співробітництва, громадських зв'язків і спеціальних проектів ИТАР-ТАСС. З січня по листопад 1999 року обіймав посаду заступника генерального директора ІТАР-ТАРС;
У листопада 1999 року був призначений першим заступником генерального директора інформаційного агентства ТАСС (до 1 жовтня 2014 року — ІТАР-ТАСС).

## Нагороди

### Російські
- Орден «За заслуги перед Вітчизною» IV ступеня (2010 рік)[3]
- Орден Пошани (22 квітня 2014 року) — «за об'єктивність при висвітленні подій в Криму» (указ про нагородження не був оприлюднений)[4]
- Орден Дружби (17 жовтня 2005 року) — за заслуги в галузі культури і мистецтва, друку, телерадіомовлення і багаторічну плідну діяльність[5]
- Медаль «У пам'ять 1000-річчя Казані»[6]
- Заслужений журналіст Російської Федерації (27 грудня 2018 року) — за заслуги в розвитку вітчизняної журналістики та багаторічну плідну роботу[7]
- Заслужений працівник культури Російської Федерації (2001 рік) — за заслуги в галузі культури і друку, великий внесок у зміцнення дружби і співробітництва між народами, багаторічну плідну роботу працівникам засобів масової інформації[8]
- Державна премія Російської Федерації в галузі літератури і мистецтва 2002 року — за телевізійну програму «Формула влади»[9]
- Почесна грамота Президента Російської Федерації (4 вересня 2009 року) — за великий внесок у розвиток вітчизняних засобів масової інформації та багаторічну плідну діяльність[10]
- Нагрудний знак МЗС Росії «За внесок у міжнародне співробітництво» (2010 рік)[11].
- Подяка Президента Російської Федерації (30 травня 2018 року) — за активну участь в суспільно-політичному житті російського суспільства[12]

### Іноземні
- Орден «Дружба» (22 січня 2010, Азербайджан) — за особливі заслуги у зміцненні культурного співробітництва та взаємних зв'язків між Азербайджанською Республікою і Російською Федерацією[13]
- Орден «Слава» (15 листопада 2013, Азербайджан)[14]
- Орден «За заслуги перед Італійською Республікою» ступеня кавалера (13 січня 2017, Італія)[15]. Вручено послом Італії в Росії Чезаре Марією Рагальїні[16].

## Факт
- У 2011 році знявся в епізодичній ролі у фільмі свого брата Юлія Гусмана «Не бійся, я з тобою! 1919»[17].
- Військове звання Михайла Гусмана — головний корабельний старшина[18].